# 大黒町 (鹿児島市)
大黒町（だいこくちょう）は、鹿児島県鹿児島市の町。旧薩摩国鹿児島郡鹿児島城下下町大黒町、鹿児島府下下町大黒町。郵便番号は892-0825。人口は308人、世帯数は241世帯（2020年4月1日現在）。大黒町の全域で住居表示を実施している。
江戸時代には下町を管轄する下町会所が置かれ、鹿児島城下三町（上町、下町、西田町）を管轄する三町惣年寄が任じられており城下三町の中心となっていた。

## 地理
鹿児島市の中央部に位置する。町域の北方に金生町、南方に新町、西方に呉服町、東方に堀江町がそれぞれ接している。
町域の中央を南北に大門口通りが通っている。

## 歴史

### 鹿児島城下としての大黒町
江戸期は鹿児島城下下町のうちであった。松原通町にかつて存在していた曹洞宗の寺院である南林寺の門前であったため、多くの市があり賑わったとされる。大黒町の町名は「天保城下絵図」に見え、東は海であったと記載されている。大黒町の起源について大道寺友山によって著された「落穂集」によると城下の用地が不足したため、前之浜（鹿児島城下付近の浜）に築地を設ける工事が元禄年間より行われていたが、工事が未完成ながら人が住み着いたため、大黒町として町を設置されたとされている。
また、町内には下町会所と火見櫓が置かれ、下町会所には町政の筆頭である三町惣年寄が任じられており、城下三町（上町・下町・西田町）の中心となっていた。
明治5年に鹿児島では初めてとなる郵便取扱所が大黒町内に設置された。この郵便取扱所は鹿児島に設置された官庁としては初めてのものであり、1875年（明治8年）には鹿児島郵便局となった。のちに山下町、武に移転しており、中央町にある鹿児島中央郵便局の前身にあたる。

### 市制施行以降
1888年（明治21年）に公布された市制（明治21年法律第1号）に基づき、1889年（明治22年）2月2日に官報に掲載された「 市制施行地」（内務省告示第1号）によって鹿児島が市制施行地に指定された。3月5日には鹿児島県令第26号によって鹿児島郡のうち50町村が市制による鹿児島市の区域と定められ、4月1日に市制が施行されたのに伴い、鹿児島郡50町村（山下町、平之馬場町、新照院通町、長田町、冷水通町、上竜尾町、下竜尾町、池之上町、鼓川町、稲荷馬場町、清水馬場町、春日小路町、車町、恵美須町、小川町、和泉屋町、浜町、向江町、栄町、柳町、易居町、中町、金生町、東千石馬場町、西千石馬場町、汐見町、泉町、築町、生産町、六日町、新町、松原通町、船津町、呉服町、大黒町、堀江町、住吉町、新屋敷通町、加治屋町、山之口馬場町、樋之口通町、薬師馬場町、鷹師馬場町、西田町、上之園通町、高麗町、下荒田町、荒田村、西田村、塩屋村）の区域より鹿児島市が成立した。これに伴いそれまでの大黒町は鹿児島市の町「大黒町」となった。
1914年（大正3年）に金生町で創業した鹿児島勤倹銀行が1921年（大正10年）に大黒町に移転している。その後1941年（昭和16年）に鹿児島勤倹銀行は鹿児島銀行に買収された。1914年（大正3年）時点で大黒町には30余りの商店があったという。
1962年（昭和37年）に住居表示に関する法律が施行されたのに伴い、鹿児島市は鹿児島市街地域の住居表示に着手した。1963年（昭和38年）には甲突川北部地域に対して住居表示法に基づく住居表示が一斉に行われ、大黒町の全域でも住居表示が実施された。

## 人口

### 資料統計
下記の人口データは『角川日本地名大辞典』記載のものである。
| 統計年次〔年〕     | 世帯数〔世帯〕 | 総人口〔人〕 | 出典  |
| ------------------ | -------------- | ------------ | ----- |
| 1908年（明治41年） | 184            | 816          | [ 4 ] |
| 1922年（大正11年） | 195            | 1,122        | [ 4 ] |
| 1935年（昭和10年） | 179            | 1,010        | [ 4 ] |

### 国勢調査
以下の表は国勢調査による小地域集計が開始された1995年以降の人口の推移である。
| 年                 | 人口 |
| ------------------ | ---- |
| 1995年（平成7年）  | 141  |
| 2000年（平成12年） | 195  |
| 2005年（平成17年） | 214  |
| 2010年（平成22年） | 216  |
| 2015年（平成27年） | 296  |

## 施設

### 公共
- 大黒町公民館

### 金融
- 三井住友銀行鹿児島支店

### 商業
- スーパーハルタいづろ店

## 小・中学校の学区
市立小・中学校に通う場合、学区（校区）は以下の通りとなる。
| 町丁   | 番・番地 | 小学校               | 中学校               |
| ------ | -------- | -------------------- | -------------------- |
| 大黒町 | 全域     | 鹿児島市立名山小学校 | 鹿児島市立長田中学校 |

## 交通

### 道路
市道
- いづろ通り
- 大門口通り

## 著名な出身人物

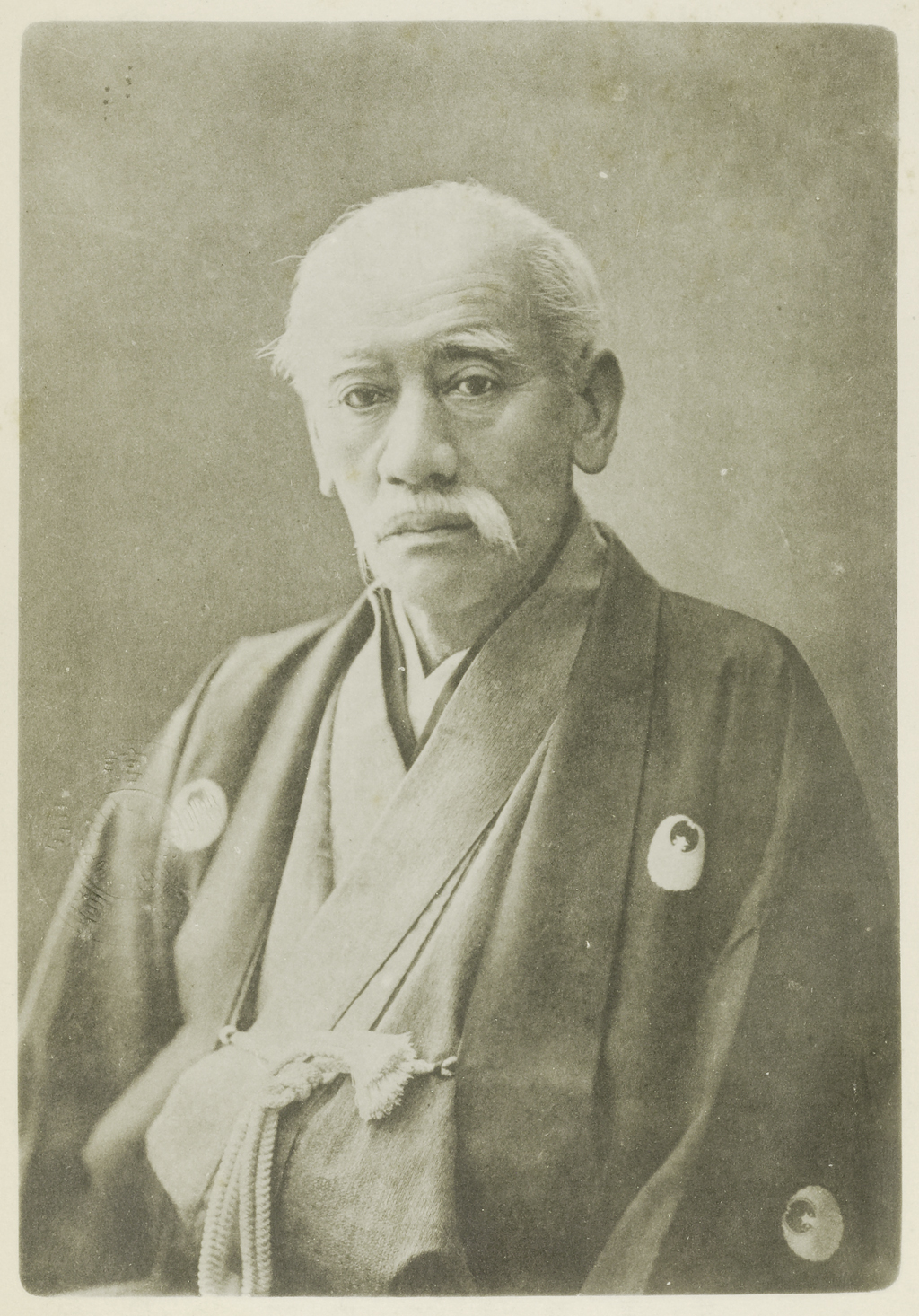
川崎正蔵（川崎造船所創設者）

- 川崎正蔵（1836年 - 1912年）
明治時代の実業家、川崎重工業創設者[25]。大黒町の商家に生まれた[25][26]。藩吏として米を扱っていたほか、貿易や海運業に従事し、1874年（明治7年）には帝国郵便汽船会社の副社長となったが、1878年（明治11年）に帝国郵便汽船会社は三菱汽船会社（日本郵船の前身）に合併された[25]。同年1878年（明治11年）に東京の築地に川崎築地造船所を創業した[25][27]。この川崎築地造船所は川崎造船所を経て川崎重工業となった[28]。第1回帝国議会より貴族院多額納税者議員に任ぜられた[25]。神戸川崎財閥創設者である[29]。誕生地である大黒町には「川崎正蔵翁誕生地」の石碑が設置されている。
- 村野鐵太郎（1929年 - 2020年）
映画監督。代表作は『犬シリーズ』、『富士山頂』、『男一匹ガキ大将』、『遠野物語』である。1995年には紫綬褒章を受章した[30]。